# Lai Ching‑te
Lai Ching-te (賴清德; Wanli, 6 de octubre de 1959), también conocido como William Lai, es un político y médico taiwanés, actual presidente de la República de China (Taiwán) desde el 20 de mayo de 2024, luego de ganar las elecciones de 2024. 
Anteriormente fue vicepresidente desde mayo de 2020 a mayo de 2024, y primer ministro desde septiembre de 2017 hasta enero de 2019.

## Biografía

### Primeros años
Nacido en Wanli, una ciudad costera rural en el norte de Nuevo Taipéi, el 6 de octubre de 1959, estudió en la Universidad Nacional Cheng Kung en Tainan y en la Universidad de Taiwán en Taipéi, donde se especializó en rehabilitación. Luego estudió en la Escuela de Salud Pública de Universidad de Harvard para obtener una maestría en salud pública, seguido de una pasantía en el Hospital Nacional de la Universidad Cheng Kung. Se convirtió en un experto en daños en la médula espinal y se desempeñó como consultor nacional para tales lesiones.

### Carrera legislativa
Después de formar parte del equipo de apoyo para la infructuosa candidatura electoral de Chen Dingnan para gobernador de la provincia de Taiwán en 1994, Lai decidió ingresar a la política. Se presentó como candidato en la elección legislativa de 1998, representando al Partido Progresista Democrático (DPP) en el segundo distrito de la ciudad de Tainan. Ganó la elección, y posteriormente fue reelegido en 2001, 2004 y 2008. En total, cumplió once años como legislador.

### Alcalde de Tainan
Con la reorganización de los municipios en Taiwán en 2010, la ciudad de Tainan y el condado de Tainan se fusionaron en un solo municipio. Después de ser seleccionado con éxito en las elecciones primarias del DPP en enero de 2010, se presentó como candidato del partido para las elecciones a la alcaldía el 27 de noviembre de 2010, ganando con el 60,41 % de los votos, derrotando al candidato del Kuomintang. En 2013, una encuesta de opinión clasificó a Lai como el más popular de los 22 alcaldes de ciudades y condados de Taiwán, con un índice de aprobación del 87 %. Fue reelecto en el cargo en 2014, con el 45 % de los votos.
En 2014 Lai hizo una visita a Shanghái, donde hizo contactos con políticos del Partido Comunista de China.

### Primer ministro
El 3 de septiembre de 2017, el primer ministro Lin Chuan presentó su renuncia a la presidenta Tsai Ing-wen. El 5 de septiembre, el presidente Tsai anunció en una conferencia de prensa que Lai se convertiría en el próximo primer ministro, asumiendo el cargo el 8 de septiembre.

### Vicepresidente
Durante su vicepresidencia, Lai se desempeñó como enviado especial de la presidenta Tsai Ing-wen a Honduras para la toma de posesión de la presidenta Xiomara Castro en enero de 2022. Después del asesinato del ex primer ministro japonés Shinzō Abe, realizó un viaje privado a Tokio para presentar sus respetos y se convirtió en el funcionario de mayor rango de Taiwán en visitar Japón en cinco décadas.